# Caragana chinghaiensis
Caragana chinghaiensis är en ärtväxtart som beskrevs av Ying Xing Liou. Caragana chinghaiensis ingår i släktet karaganer, och familjen ärtväxter.

## Underarter
Arten delas in i följande underarter:
- C. c. chinghaiensis
- C. c. minima